# HD16828
HD16828 — хімічно пекулярна зоря спектрального класу A1, що має видиму зоряну величину в смузі V приблизно  8,3.
Вона  розташована на відстані близько 2992,3 світлових років від Сонця.